# Жупанија Калараши
Калараши (рум. Județul Călărași) је жупанија у јужном делу Румуније. Управно средиште жупаније је истоимени град, а битан је и град Олтеница.

## Положај
Жупанија Калараши је погранична жупанија ка Бугарској ка југу. Са других стана окружују је следеће жупаније:
- ка северу: Јаломица
- ка истоку: Констанца
- ка западу: Ђурђу
- ка северозападу: Илфов

## Природни услови
Жупанија Калараши је у Влашкој и то у њеној ужој покрајини Мунтенији. Жупанија обухвата приобаље Дунава у Влашкој низији, који овај део Румуније одваја од Добруџе на истоку и Бугарске на југу. У крајње западном делу налази се ушће реке Арђеш. Жупанија има потпуно равничарски карактер.

## Становништво
| 1948.   | 1956.   | 1966.   | 1977.   | 1992.   | 2002.   | 2011.   | 2021.   |
| ------- | ------- | ------- | ------- | ------- | ------- | ------- | ------- |
| 287.722 | 318.573 | 337.261 | 338.807 | 338.804 | 324.617 | 306.691 | 283.458 |

Према попису из 2021. године, жупанија Калараши је имала 283.458 становника што је за 23.233 мање (-7,58%) у односу на 2011. када је на попису било 306.691 становника. По броју становника је 33. највећа од 41 румунске жупаније (34. рачунајући и Букурешт).
Према последњем попису из 2021. године, већину становништва чинили су Румуни (83,41%), а од мањина највише је било Рома (6,19%). У свим административно-територијалним јединицама већину су чинили Румуни.
| Етнички састав према попису из 2021.‍ | Етнички састав према попису из 2021.‍ | Етнички састав према попису из 2021.‍ | Етнички састав према попису из 2021.‍ | Етнички састав према попису из 2021.‍ |
| ------------------------------------ | ------------------------------------ | ------------------------------------ | ------------------------------------ | ------------------------------------ |
|                                      |                                      |                                      |                                      |                                      |
| Румуни                               | Румуни                               |                                      | 236.433                              | 83,41%                               |
| Роми                                 | Роми                                 |                                      | 17.546                               | 6,19%                                |
| Турци                                | Турци                                |                                      | 237                                  | 0,08%                                |
| Татари                               | Татари                               |                                      | 128                                  | 0,05%                                |
| Остали                               | Остали                               |                                      | 246                                  | 0,09%                                |
| Непознато                            | Непознато                            |                                      | 28.868                               | 10,18%                               |